# Collection Flash
La Collection Flash est une collection de bande dessinée en petit format noir et blanc parue chez l’éditeur Arédit/Artima de 1977 à 1983. À partir de 1983, une Nouvelle Formule de la Collection est lancée en couleurs, qui durera jusqu'à 1985.

## Historique
Cette collection a pris la suite de la Collection Pop Magazine de l'éditeur, qui publiait déjà des super-héros Marvel et DC.
Elle comprend alors plusieurs petits formats en noir et blanc, tels que Big Boss, Cosmos, Faucon Noir, Flash, Green Lantern, Hercule, Hulk, King Cobra, Shazam, Submariner, Thor. Lors du passage à la Nouvelle Formule couleurs, elle ne comporte plus que quatre titres Flash, Hercule, Hulk et Thor.